# Silberweg
Der Riksväg 95 ist eine Fernverkehrsstraße im schwedischen Lappland. Sie führt von Skellefteå am Bottnischen Meerbusen bis nach Bodø in Norwegen. Die Straße ist auch als schwedisch Silvervägen (‚Silberstraße‘) bekannt. Diesen Namen verdankt sie der Tatsache, dass hier einmal ein bedeutendes Abbaugebiet für Silber war. Die moderne Straße wurde allerdings hauptsächlich für den Tourismus ausgebaut.
Die Straße führt durch die Orte Jörn, Abborrträsk, Arvidsjaur, Arjeplog, Jäckvik zur norwegischen Grenze. Dann geht es wieder hinunter über das Ferienzentrum von Junkerdalen. Zwischen Arjeplog und Junkerdalen führt sie durch fast menschenleeres Gebiet. Die einzige öffentliche Verkehrsverbindung für die wenigen Bewohner besteht in der Buslinie 200, dem Silberexpress, der einmal täglich die Strecke befährt. Der Bus transportiert nicht nur Passagiere, sondern auch Fracht und Post.
In Norwegen verläuft der Silberweg dann als Reichsstraße 77 und die Europastraße 6 nach Rognan, Fauske, dann als Reichsstraße 80 nach Bodø. Der Silberweg ist Teil der ‚Barentsstraße‘ (schwedisch Barents väg), einer Touristenstrecke, die vom Atlantik in Norwegen bis zum Weißen Meer in Russland führt, von Bodø bis Arvidsjaur, dann über Luleå, Haparanda, Rovaniemi, Kandalakscha nach Murmansk. Hier verkehren auch Linienbusse, die die Strecke in drei Tagen bewältigen.